# Devin Townsend
Devin Garrett Townsend (nascut el 5 de maig de 1972) és un cantant i guitarrista canadenc de rock i heavy metal. És el fundador del grup de heavy metal Strapping Young Lad.